# Nesnovna kulturna dediščina
Nesnovna kulturna dediščina je v Konvenciji o varovanju nesnovne kulturne dediščine opredeljena kot »nesnovne dobrine, kot so prakse, predstavitve, izrazi, znanja, veščine, in z njimi povezane premičnine in kulturni prostori (kjer se ta dediščina predstavlja ali izraža), ki jih skupnosti, skupine in včasih tudi posamezniki prenašajo iz roda v rod in jih nenehno poustvarjajo kot odziv na svoje okolje, naravo in zgodovino. S tem razvijajo občutek identitete in kontinuitete, kar podpira spoštovanje za kulturno raznovrstnost in človeško ustvarjalnost«..
Stavbe, zgodovinski kraji, spomeniki in artefakti so kulturne dobrine. Nematerialna dediščina je sestavljena iz nefizičnega intelektualnega bogastva, kot so folklora, običaji, verovanja, tradicije, znanje in jezik. Nesnovno kulturno dediščino države članice Unesca obravnavajo v povezavi s snovno svetovno dediščino in se osredotočajo na nematerialne vidike kulture. Leta 2001 je UNESCO izvedel raziskavo med državami in nevladnimi organizacijami, da bi se dogovorili o definiciji. Konvencija je bila sprejeta na 32. konferenci Unesca v Parizu, leta 2003, v Sloveniji pa je bila vključena v zakonodajo leta 2008.

## Definicija
Konvencija o varovanju nesnovne kulturne dediščine  opredeljuje nesnovno kulturno dediščino kot prakse, predstavitve, izraze, pa tudi znanje in veščine (vključno z instrumenti, predmeti, artefakti, kulturnimi prostori), ki jih skupnosti, skupine in, v nekaterih primerih posamezniki prepoznajo kot del svoje kulturne dediščine. Včasih jo imenujemo živa kulturna dediščina in se med drugim kaže na naslednjih področjih:
- Ustno izročilo in izražanje, vključno z jezikom kot nosilcem nesnovne kulturne dediščine;
- Uprizoritvene umetnosti;
- Družbene prakse, obredi in praznični dogodki;
- Znanje in prakse v zvezi z naravo in vesoljem;
- Tradicionalna izdelava

Kulturno dediščino na splošno sestavljajo proizvodi in procesi kulture, ki se ohranjajo in prenašajo skozi generacije. Nekaj te dediščine je v obliki kulturnih dobrin, ki jih tvorijo oprijemljivi artefakti, kot so stavbe ali umetniška dela. Številni deli kulture pa so neoprijemljivi, vključno s pesmijo, glasbo, plesom, dramo, veščinami, kulinariko, obrtjo in festivali. So oblike kulture, ki jih je mogoče posneti, vendar se jih ni mogoče dotakniti ali shraniti v fizični obliki, kot v muzeju, temveč le izkusiti skozi obliko, ki izraža to. ZN to kulturno obliko imenujejo »človeški zakladi«. V tem kontekstu je treba omeniti tudi varstvo jezikov kot največje in najpomembnejše nematerialne kulturne dediščine oziroma po besedah Karla von Habsburga, predsednika Blue Shield International, pomembno v času identitetnih vojn, saj lahko predvsem jezik postane tarča napada kot simbolna kulturna dobrina.
V skladu s Konvencijo o varovanju nesnovne kulturne dediščine iz leta 2003 je nesnovna kulturna dediščina (ICH) – ali živa dediščina – glavni vir kulturne raznolikosti človeštva, njeno ohranjanje pa jamstvo za nadaljnjo ustvarjalnost. Opredeljen je na naslednji način:
Nesnovna kulturna dediščina pomeni prakse, predstavitve, izraze, znanja, veščine – kot tudi instrumente, predmete, artefakte in kulturne prostore, povezane s tem –, ki jih skupnosti, skupine in v nekaterih primerih posamezniki priznavajo kot del svoje kulturne dediščine. To nematerialno kulturno dediščino, ki se prenaša iz generacije v generacijo, skupnosti in skupine nenehno poustvarjajo kot odziv na svoje okolje, interakcijo z naravo in svojo zgodovino ter jim dajejo občutek identitete in kontinuitete ter tako spodbujajo spoštovanje kulturne raznolikosti in človeška ustvarjalnost. Za namene te konvencije se bo upoštevala samo taka nesnovna kulturna dediščina, ki je združljiva z obstoječimi mednarodnimi instrumenti o človekovih pravicah, pa tudi z zahtevami medsebojnega spoštovanja med skupnostmi, skupinami in posamezniki ter trajnostnega razvoja.

### Ustna zgodovina
Nesnovna kulturna dediščina je nekoliko drugačna od discipline ustne zgodovine, beleženja, ohranjanja in interpretacije zgodovinskih informacij (natančneje ustnega izročila), ki temelji na osebnih izkušnjah in mnenjih govorca. ICH poskuša ohraniti kulturno dediščino 'z' ljudmi ali skupnostjo z zaščito procesov, ki omogočajo prenos tradicije in skupnega znanja, medtem ko ustna zgodovina poskuša zbrati in ohraniti zgodovinske informacije, pridobljene od posameznikov in skupin.

### Prehranska dediščina
Ker se trajnostni razvoj vse bolj krepi kot prednostna naloga Unescovih politik dediščine, se vse več nominacij, povezanih s hrano, vlaga za vpis na sezname Konvencije za varovanje nesnovne kulturne dediščine. Sredozemska prehrana, tradicionalna mehiška kuhinja in japonska prehranjevalna kultura vašoku so le nekateri primeri tega cvetočega pojava.

### Plesna dediščina
Unescovi seznami nesnovne kulturne dediščine vključujejo tudi različne plesne zvrsti, pogosto povezane s petjem, glasbo in praznovanji, z vsega sveta. Seznami vključujejo: slavnostne in obredne plese, kot sta glasba z liro Ma'di bowl in ples Sebiba iz Alžirije ter ples iz Ugande in Kalbelia, ljudske pesmi in plese Radžastana iz Indije ter družabne plese, kot je kubanska rumba. Poleg tega so nekateri plesi lokalizirani in se izvajajo predvsem v državi njihovega izvora, kot je Sankirtana, uprizoritvena umetnost, ki vključuje bobnanje in petje, iz Indije.
Druge plesne oblike pa se izvajajo in uživajo po vsem svetu, tudi če so uradno priznane kot dediščina njihove države izvora. Na primer, flamenko iz Španije in tango iz Argentine in Urugvaja imata mednarodno razsežnost. Ples je kompleksen pojav, ki vključuje kulturo, tradicijo, uporabo človeških teles, artefakte (kot so kostumi in rekviziti), pa tudi specifično uporabo glasbe, prostora in včasih svetlobe. Posledično je v plesu združenih veliko materialnih in nematerialnih elementov, zaradi česar je to zahtevna, a zanimiva vrsta dediščine, ki jo je treba varovati.

### Digitalna dediščina
Digitalna dediščina je predstavitev dediščine v digitalnem svetu in je podkategorija nesnovne kulturne dediščine. Nanaša se predvsem na uporabo digitalnih medijev v službi ohranjanja kulturne ali naravne dediščine.

## Ustno izročilo
- Grška večglasna skupina iz Dropulla, ki nosi skufos in fustanelo
- Albanska večglasna skupina iz Škraparja oblečena v qeleshe in fustanelo

Nesnovna kulturna dediščina se prenaša ustno v skupnosti in čeprav so lahko posamezniki znani nosilci tradicije, je ICH pogosto širši od lastnih veščin ali znanja posameznika. Poročilo vlade Nove Fundlandije in Labradorja iz leta 2006 glede ustne kulture na njihovem območju pravi: »Procesi, vključeni v nadaljevanje tega tradicionalnega znanja, predstavljajo enega najzanimivejših vidikov naše žive dediščine. Vsak član skupnosti ima delček skupnega znanja. Ključno znanje se prenaša med dejavnostmi skupnosti, pogosto brez kakršne koli zavestne pozornosti procesu.«

## Ohranjanje
Pred Unescovo konvencijo so si številne države že prizadevale za zaščito svoje nesnovne dediščine. Japonska je s svojim zakonom o zaščiti kulturnih dobrin iz leta 1950 prva uvedla zakonodajo za ohranjanje in spodbujanje nematerialne in materialne kulture: Pomembne nematerialne kulturne dobrine so označene in priznani »imetniki« teh obrtnih in izvajalskih tradicij, neuradno znanih kot živo nacionalno bogastvo. Druge države, vključno z Južno Korejo (pomembne nematerialne kulturne dobrine Koreje), Filipini, Ukrajino, Združenimi državami, Tajsko, Francijo, Romunijo, Češko, Poljsko in druge, so od takrat ustvarile podobne programe.
Leta 2003 je UNESCO sprejel Konvencijo o varovanju nesnovne kulturne dediščine. Ta je začela veljati 20. aprila 2006. Konvencija priporoča, da države in znanstveniki razvijejo popise ICH na svojem ozemlju ter sodelujejo s skupinami, ki vzdržujejo te ICH, da zagotovijo njihov nadaljnji obstoj; predvideva tudi prostovoljno zbiranje sredstev med članicami Unesca in nato izplačilo za podporo vzdrževanju priznanih ICH. UNESCO je ustvaril tudi druge nematerialne kulturne programe, kot je seznam, imenovan Razglasitev mojstrovin ustne in nesnovne dediščine človeštva. Ta seznam se je začel leta 2001 z 19 predmeti, nadaljnjih 28 pa je bilo navedenih leta 2003 in še 43 leta 2005. Deloma je bil prvotni seznam obravnavan kot način za popravljanje neravnovesja na seznamu svetovne dediščine, saj je izključeval številne kulture južne poloble. ki ni ustvaril spomenikov ali drugih fizičnih kulturnih manifestacij. Leta 2008 so ga nadomestili Unescovi seznami nesnovne kulturne dediščine.
V zadnjem času je bilo veliko razprav o zaščiti nesnovne kulturne dediščine s pravicami intelektualne lastnine, pa tudi o zaželenosti, da bi to storili s tem pravnim okvirom, in tveganjih komodifikacije, ki izhajajo iz te možnosti.  Vprašanje v pravni stroki še vedno ostaja odprto.

## Slovenija
Na Unescovem Reprezentativnem seznamu nesnovne kulturne dediščine človeštva ima Slovenija vpisane štiri enote:
- Škofjeloški pasijon (2016)
- Obhodi kurentov (2017)
- Klekljanje čipk v Sloveniji (2018)
- Umetnost suhozidne gradnje, znanja in tehnike (2018, večnacionalna nominacija: Hrvaška, Ciper, Francija, Grčija, Italija, Slovenija, Španija in Švica)
- Čebelarstvo v Sloveniji, način življenja ([24])
- Tradicija reje lipicancev (večnacionalna nominacija: Slovenija, Avstrija, Bosna in Hercegovina, Hrvaška, Madžarska, Italija, Romunija in Slovaška)[25]
- Babištvo (2023 - večnacionalna nominacija:Kolumbija, Ciper, Kirgizistan, Luksemburg, Nigerija, Slovenija, Togo in Nemčija

Slovenski Pravilnik o registru kulturne dediščine uporablja izraz nesnovna / živa kulturna dediščina, ki jo dodatno opredeljuje kot »dobrine podedovane iz preteklosti, ki jih Slovenke in Slovenci, pripadnice in pripadniki italijanske in madžarske narodne skupnosti in romske skupnosti, ter druge državljanke in državljani Republike Slovenije opredeljujejo kot odsev in izraz svojih vrednot, identitet, verskih in drugih prepričanj, znanj in tradicij.« V Sloveniji je ustanovljen Register nesnovne kulturne dediščine.. Strokovno za vpise vanj skrbi koordinator varstva nesnovne dediščine, to je Slovenski etnografski muzej, vodi pa ga Ministrstvo za kulturo. 
Konec leta 2018 je bilo v Register vpisanih 67 enot, od katerih so bile štiri vpisane na Unescov Reprezentativni seznam nesnovne kulturne dediščine človeštva.